# Джонас Солк
Джо́нас Е́двард Солк (англ. Jonas Edward Salk; 28 жовтня 1914, Нью-Йорк США — 23 червня 1995, Ла-Хойя)  — американський медичний дослідник та вірусолог, широко відомий як людина, що відкрила та виготовила першу безпечну та ефективну вакцину проти поліомієліту в 1955 році.

## Біографія
Народився в родині емігрантів з Польщі з єврейським корінням — його батьки, які не мали академічної освіти, однак пристрасно бажали успіху власним дітям. Самого Джонаса помічено ще в Медичному університеті Нью-Йорку завдяки власним здібностям та вибору шляху дослідника, замість кар'єри хірурга.
У 1947 році Солк пристав на пропозицію співпраці від медичного факультету Університету Пітсбургу: у 1948 році він очолив проект із вивчення різновидів вірусу поліомієліту, що фінансувався Національною фундацією дитячих паралітичних уражень (англ. National Foundation for Infantile Paralysis). Солк розвинув доробок проекту в напрямку пошуку вакцини проти поліомієліту — і присвятив цьому наступні сім років, працюючи як член високопрофесійної команди дослідників, яку він зібрав та очолював.
Усю енергію Солк зосередив на якомога швидшому отриманні вакцини, залишаючи мало уваги всьому іншому. Дослідження та тестування вакцини — більш 1 800 000 дітей шкільного віку брали участь у її випробуваннях! — згодом описав О'Ніло як «найбільш трудоємною програмою подібного штибу за всю історію медицини, до якої тоді залучено 20 000 лікарів та працівників фельдшерської служби, 64 000 працівників освітніх закладів та 220 000 добровольців». Про результативність вакцини оголошено 12 квітня 1955, Солка проголошено «чарівником», а цей день «майже став національним святом». На запитання тележурналіста про власника патенту на вакцину, Солк відповів: «Патенту не існує. Ви б змогли запатентувати Сонце?»
До впровадження вакцини Солка, поліомієліт вважався найскладнішою проблемою охорони здоров'я у повоєнних Сполучених Штатах. Щорічні епідемії мали все більш зростаючий трагічний результат, а в 1952 році епідемія завдала найбільшого удару за всю історію США: зафіксовано близько 58 000 випадків, із яких 3145 людей померло, а ще 21 269 залишилося із різними формами паралічу, більшість із них — діти. Історик Вільям О'Ніл (англ. William O'Neill) про недугу писав: «Реакція суспільства нагадувала поведінку під час чуми», і «Міські мешканці щорічно із острахом очікували на повернення цього жахливого подорожнього». У публікації 2009 PBS зазначається: «Страх перед поліомієлітом стояв поруч із страхом атомної бомби». Ситуація спонукала дослідників до безперервного активного пошуку ліків, що могли здолати хворобу, а президент США Франклін Делано Рузвельт — найвідоміша жертва поліомієліту, який заснував організацію, що фінансувала пошуки вакцини.
У 1960 Солк став засновником Інституту Солка з біологічних досліджень у Ла-Хої, Каліфорнія (англ. Salk Institute for Biological Studies in La Jolla, California), що зараз є центром медичних та інших наукових досліджень. Він продовжував дослідницьку роботу та став автором книжок, серед яких вирізняються «Man Unfolding» (1972), «The Survival of the Wisest» (1973), «World Population and Human Values: A New Reality» (1981), та «Anatomy of Reality: Merging of Intuition and Reason» (1983).
Останні роки доктора Солка було проведено у пошуках вакцини проти СНІДу.
Помер Джонас Солк 23 червня 1995 у Ла-Хої.